# طبقات ناصري
طبقات ناصري کتاب لـ«منهاج السراج الجوزجاني» يقع في ثلاث وعشرين طبقة، يتناول الجزء الأول منه إحدى وعشرين، بدأها المؤلف بطبقة الأنبياء، ثم طبقة الخلفاء الراشدين، ثم خلفاء بني أمية، ثم الخلفاء العباسيين، ثم انتقل إلى موطنه في المشرق الإسلامي، فأرَّخ لملوك العجم قبل الإسلام وتبابعة اليمن، وبعد ذلك تحدَّث حديثًا مفصلاً عن سلاطين المشرق الإسلامي حتى عام 658هـ فالكتاب مصدر أساسي لمن يؤرخون لخراسان، والمصدر الأول لمن يؤرخون للدولتين: الغورية في الهند وأفغانستان، والشمسية في الهند، ولجهود سلاطينهما في نشر الإسلام في هذه البلاد، وهو مصدر رئيسي لمن يؤرخون لهجوم المغول على العالم الإسلامي وما ارتكبوه من فظائع وجرائم.